# Бюро по делам российских эмигрантов в Маньчжурской империи
Бюро по делам российских эмигрантов в Маньчжурской Империи (БРЭМ) — организация, созданная 28 декабря 1934 года японцами с целью:
- укрепления материального и правового положения российских эмигрантов, проживающих в Маньчжоу-го;
- становления связей с правительством Маньчжоу-го по всем вопросам, касающимся эмигрантов;
- оказания содействия японской администрации в решении эмигрантских вопросов.

## Руководство
Председатели:
- генерал Вениамин Рычков (1934—1937);
- генерал Алексей Бакшеев (1937—1938);
- генерал Владимир Кислицын (1938—1944);
- генерал Лев Власьевский (1944—1945).

Начальники отделов:
- Начальник 1-го отдела (переселенческий) — Артемий Тирбах (1934—1935);
- Начальник 2-го отдела (культурно-просветительский) — Константин Родзаевский;
- Начальник 3-го отдела (регистрационный) — Михаил Матковский;
- Начальник 4-го отдела (финансовый) — Михаил Гордеев;
- Начальник 5-го отдела (благотворительный) — Леонид Черных;
- Начальник 6-го отдела (юридический) —
- Начальник 7-го отдела (военный) — Григорий Вержбицкий.

7-й отдел впоследствии был преобразован в Дальневосточный союз военных.

## История
Было создано в 1934 году. У бюро было две основные задачи — объединить русскую эмиграцию, чтобы оказывать на неё чисто японское влияние, и активизировать под японским контролем антисоветскую пропаганду и разведывательную работу. Маньчжоу-го финансировало организацию вплоть до 1944 года. После создания БРЭМ, его курировал японский офицер Сюн Акикуса.
Всего в БРЭМе было зарегистрировано свыше 44 тысяч человек (русских жителей было 100 тысяч). Во второй половине 1930-х годов бюро сформировало отряд Асано. БРЭМ владело предприятиями, имело свою библиотеку и типографию. Организация выпускала журнал «Луч Азии» и газету «Голос эмигрантов». Библиотека БРЭМа являлась одной из самой крупных среди русскоязычных книгохранилищ на Дальнем Востоке, в ней было более 3 тысячи томов. Библиотека была широко доступна для читателей. Издательство БРЭМа и функционировавший при нём Юбилейный Пушкинский комитет выпустили под редакцией профессора К. И. Зайцева ряд ценных изданий. Также издательство выпустило мемуары многих белых офицеров, а также книги справочного характера.
По инициативе главы БРЭМ М. А. Кислицына в Харбине на Соборной площади 7 ноября 1940 г. был заложен, а 8 июня 1941 г. открыт Памятник борцам против Коминтерна.
В 1945 году японские власти позаботились о безопасности сотрудников БРЭМ. 13 августа из Харбина выехал поезд с членами БРЭМа, однако на следующий день поезд развернулся на Мукден, так как дорога в Корею была уже перекрыта.
По окончании Второй мировой войны руководители организации, арестованные после того как в августе 1945 советские войска заняли Маньчжурию, были казнены в 1946—1947 годах или приговорены к длительным срокам заключения (Приговор Военной коллегии Верховного суда СССР по делу атамана Г. М. Семёнова, К. В. Родзаевского и других).